# Храм крылатых львов
Храм крылатых львов — крупный набатейский храмовый комплекс, расположенный в Петре (Иордания) и датируемый правлением царя Ареты IV Филопатриса (9 до н. э. — 40 н. э.). Храм находится в «Священном квартале» Петры, районе, расположенном в конце главной улицы Петры с колоннадой. Помимо Храма крылатых львов в нём находится ещё один величественный храм — Каср эль-Бинт. Храм крылатых львов лежит на северном берегу Вади-Мусы, а Каср эль-Бинт — на южном.
Храм, вероятно, посвящён верховной богине набатеев, но точно идентифицирована она не была. Здание было окончательно разрушено в результате мощного землетрясения в 363 году.
Данные по ислледованиям архитектуры, артефактов и практик, связанных с Храмом крылатых львов, имели важную ценность в формировании представлений о набатейской религии, экономике и культуре. Надпись, найденная в храме, даёт представление о нюансах набатейских законов и порядка, связанных с религиозными ритуалами, поклонением, а также распределением и получением доходов от храма.

## Архитектура
Парадный вход храма состоит из большой двойной колоннады длиной 85 метров, заканчивающейся крыльцом длиной 9,5 метров, обрамлённым с обеих сторон большими колоннами. Этот дверной проём ведёт в целлу площадью в 100 м². Внутри храма были найдены фрагменты 12 колонн, увенчанных фигурами крылатых львов, что дало храму его нынешнее название.
Напротив дверного проёма находятся две лестницы, ведущие на возвышенную платформу и алтарь с нишами, встроенными в стены позади него. В этих нишах хранились религиозные статуэтки, подношения и другие предметы.
Юго-западную и западную стороны храма занимает комплекс помещений, разделённых межкомнатными стенами, в пределах единого массивного пространства, где предположительно размещалось множество различных мастерских, специализировавшихся на живописи, металлообработке, работе с мрамором и зернопереработке, а также производстве других объектов для использования как внутри самого храма, так и для экспорта. Мало что известно о восточной стороне храма, за исключением того, что она включала в себя большой подземный дренажный канал.
Внутренние стены храма были первоначально украшены лепниной, мрамором и/или штукатуркой и окрашены в яркие красные, зелёные, жёлтые, чёрные и белые цвета, а также украшены замысловатыми фресками, напоминающими греческие сцены «посвящения» в Помпеях. Однако храм неоднократно поэтапно перестраивался на протяжении всего своего существования, и в конечном итоге убранство приобрело нейтральные тона. В то же время новые цветочные узоры и мраморные основания появились у колонн во внутреннем пространстве храма. Хотя точная дата этих изменений неизвестна, считается, что они были сделаны по заказу преемника царя Ареты IV, царя Малику II.

## Назначение и использование

### Религия
Храм, вероятно, был посвящён верховной богине набатеев, о чем свидетельствует надпись, найденная в храме на "глазе-байтиле: «богиня… сын…». «Глаз-байтил» или «глаз-идол» является одним из самых знаковых предметов, извлечённых из гробницы, представляющий собой квадратную известняковую стелу, украшенную двумя глазами и длинным носом, представлявшую богиню и, скорее всего, использовавшуюся в качестве объекта поклонения.
Предположительно это лицо могло принадлежать Аллат, Аль-Уззе, Атаргатис (сирийской богине плодородия), греческой богине Афродите, либо египетской богине Исиде. Небольшая статуэтка, изображающая Осириса и оплакивающую его Исиду (датированная VI веком до н. э.), была также восстановлена вместе с фрагментами статуэтки из зелёного сланца в стиле Нового царства жреца, держащего мумифицированного Осириса, что может указывать на возможное распространение культа Осириса и Исиды из Египта в Петру. Наличие этого предмета говорит о том, что храм служил пространством религиозного ритуала и поклонения, большая часть которого проходила в целле храма. Правда, неизвестно, кто мог принимать участие в этих церемониях. Неясно также, поклонялись ли набатейцы Исиде и/или Осирису, так как из-за различий в стиле и датировке статуэтки египетского стиля могли быть принесены и оставлены здесь египтянами.

### Экономика
Располагая обширным комплексом специализированных мастерских, западная сторона Храма крылатых львов также функционировала как место изготовления мраморных статуэток, железных и бронзовых изделий, религиозных алтарей, расписной керамики, крюков для подвешивания мяса и птицы и даже предметов роскоши, таких как масла, духи, ладан и мирра из Южной Аравии, предназначенных для экспорта в римский мир.
Контроль над множеством товаров, предназначенных для экспорта, обеспечивал определённую степень финансовой самостоятельности храма, чему также могли способствовать путешественники, проходящие через храм. О последнем свидетельствует множество небольших переносных «сувенирных» алтарей, обнаруженных внутри храма. Кроме того, фрагменты надписей, предназначенные для храмовых чиновников, свидетельствуют о других внешних источниках дохода, приносимых храму в виде подношений и распределяемых между жрецами и другим персоналом. Перевод надписи, найденной в храме, содержит перечисление пожертвований золотых и серебряных слитков в храм, а также высказывание озабоченности тем, что этот дар будет использоваться исключительно для нужд храма, что может свидетельствовать о возможном ранее существовавшем незаконном присвоении доходов храма жрецами в Петре.

## Раскопки
Храм был впервые отмечен западными археологами Р. Э. Брунновым и А. фон Домашевским в 1897 году, но настоящие археологические раскопки начались только в 1973 году под руководством Филиппа К. Хаммонда и американской экспедиции в Петру (AEP). Раскопки продолжались и в XXI веке, причём большая часть полевых работ была завершена АЭП в 2005 году. Было идентифицировано более 2000 отдельных стратиграфических единиц, каждая из которых соответствует изменениям в стилях строительства, использовании и событиях, связанных с сохранением и разрушением.

## Нынешние работы
В 2009 году Археологический парк Петры (PAP) и Департаментом древностей Иордании (DOA) инициировали создание Культурного управления Храмом крылатых львов (TWLCRM), в задачи которого входит содействие по сохранению и восстановлению этого объекта. В его планы входила повторная документация всех объектов, изображений и других предметов, найденных в храме, а также восстановление пяти колонн и очистку мусорных куч, которые накопились в результате раскопок на окраине участка за прошедшее столетие.
Программа 2016 года включала в себя поиск коренных пород в пределах участка в качестве первого шага в стабилизации региона. Кроме того, незаполненные траншеи и следы, оставленные прошлыми раскопками, по-прежнему заполняются, а местные виды растений реинтродуцируются в ландшафт, чтобы восстановить верхние почвы и внести вклад в улучшение окружающей среды на участке. В рамках этой инициативы были также предприняты шаги по вовлечению местного коренного населения в усилия по восстановлению объекта, с тем чтобы укрепить тесные связи между проводимыми археологическими исследованиями в Петре и зачастую маргинализированными бедуинскими общинами, живущими в этом месте и вокруг него.